# Ђепи
Ђепи (мађ. gyepű) био је систем граничне заштите средњовековне Угарске. Постојао је од 10. до средине 13. века. Мађарска реч „gyepű“ води порекло од турске речи „yapı“ (палисад)

## Предисторија
Од 899. Мађари номади су почели да упадају у Источну Франачку. Године 955. у бици на Леховом пољу потукао их је Отон I Велики и потиснуо на исток.
Одмах након тога велики кнез Геза је почео с изградњом угарске државе, која је преузела и елементе словенске и франачке управе. Овај развој је настављен и под његовим сином Стефаном I. Основу државне организације су чиниле жупаније. Стефан I је основао 44 жупаније. На челу жупаније био је жупан (лат. comes) кога је постављао краљ. Од 44 жупанија колико их је било у почетку 23 су биле пограничне. Жупани пограничних жупанија звали су се на лат. comes confiniorum (упореди  , маркгроф). Седиште им се налазило у жупанијском граду. Становници жупанија су били подељени на слободне и неслободне. Жупанима су служили јобађи (кметови) и граничари (лат. custodes). Јобађи и граничари су заједно са својим породицама живели у „десетинама“. „Десетина“ је била организација преузета од мађарских номада.

## Систем ђепија
Изградња државне организације Угарске изискивала је ефикасну заштиту границе споља. Она је била уређена на начин угарских номада. Комплексан систем ђепија је с једне стране штитио унутрашњост Угарске споља, а с друге поједине огранке мађарског народа међу собом. Био је то систем од више серијски повезаних линија граничне заштите местимично са земљаним градовима и граничарским насељима, који су се могли најлакше бранити. Између њих се налазила непроходна и слабо насељена пустош (мађ. gyepűelve) или ничија земља. Пусти појас простирао се око 10 до 40 km. Унутрашња линија била је уједно и граница насеља. Међутим, већ за време Арпадоваца пусти појас се све више попуњава становништвом.
Граничари који су штитили границу су били стационирани у пустарама. Имали су два задатка. Граничну област чували су стрелци (лат. sagittarii), а надгледање противничких трупа обављали су спекулатори (лат. speculatores). Мање упаде одбијали су сами граничари, а са већим упадима суочавала се градска војска. Ако и она није била довољна, морала је интервенисати краљева војска. У случају угарског напада гранична пустара је служила као зона концентрисања, док су градови служили као базе за снабдевање. Граничари су били припадници слободног становништва жупанија. На латинском се вођа граничара звао декурион односно центурион, док мађарски назив није забележен. Декуриони и центуриони добијали су наређења од жупана.
Од средине 13. века ђепи се постепено напушта. Неуспешна одбрана приликом инвазије Монгола 1241. показала је да је систем застарео, па су га заменили стабилнији камени градови.

## Ђепи у Западној Угарској
Систем граничне заштите у Западној Угарској је развијен после битке на Лешком пољу 955. у којој је Отон I Велики поразио Угре.
Ђепи је ову област штитио од упада Немаца са запада. Угри су овде насељавали стражаре. Зона ђепија дуж границе са Источним франачким царством је била подељена на два дела. Линију у самој унутрашњости је чинио ланац градова од Русовца до Вашвара на југу. Ова одбрамбена линија била је утврђена зидовима и палисадима. Спољашња линија је била гранична пустара на западу са непроходним шумама, мочварама и плавним подручјима, која се простирала између Мурске Соботе у данашњој Словенији и Бад Радкерсбурга у данашњој Штајерској. Већи део данашњег Бургенланда налазио се некада на ничијој земљи (gyepűelve)
Унутрашња одбрамбена линија градова на западноугарској граници кретала се дуж Рабе. Испред ње у пустари дуж токова река Пинке, Лафница и Цикенбаха били су насељени граничари. Насеља граничара била су пре свега насељена Угрима. Протоисторијски земљани градови на западноугарској граници (нпр. Бург у Бургенланду и Пурбах ам Нојзидлер Зе) били су укључени у систем ђепија, а словенска утврђења као Залавар, Девински и Братиславски град реактивирана. Осим тога, Угри су изградили и нове земљане градове као жупанијске градове Шопрон и Мошон, Шарвар итд.
Низ места у Бургенланду као Петчинг, Оберпулендорф, Оберварт и Мишендорф настала су од граничарских насеља. Мађари у Бургенланду важе за потомке граничара западноугарског ђепија. Топоними у Бургенланду са завршетком на „wart“ као Оберварт, Унтерварт, Сигет ин дер Варт указују на просторе одакле се осматрала граница (околина граничарских насеља), док топоними као Обершицен, Унтершицен или Дојч-Шицен подсећају на насеља у којима су живели граничари. Мађарско име Кохфидиша (Ђепифизеш) подсећа такође на некадашњу угарску граничну заштиту. Насеља граничара су се вековима одржала, а њихово становништво је до 1848. уживало краљевске привилегије.